# System alarmowy

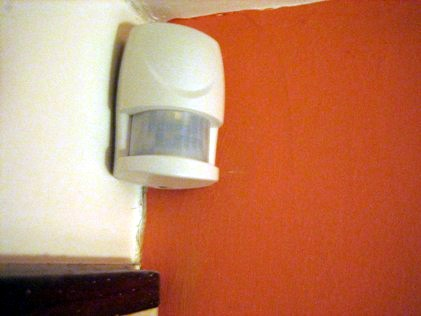
Czujka podczerwieni PIR

System alarmowy – zespół urządzeń służących najczęściej zabezpieczeniu danego obiektu przed włamaniem (system alarmu włamania, system sygnalizacji włamania i napadu), pożarem (system sygnalizacji pożaru) lub innymi niepożądanymi zdarzeniami (np. zalanie, przekroczenie dopuszczalnego stężenia trujących gazów).
W systemach alarmu włamania najczęściej wykorzystuje się pasywne czujniki podczerwieni reagujące na ruch (PIR) i czujniki magnetyczne (kontaktrony) umieszczane na oknach, drzwiach, bramach garażowych (wzbudzenie czujnika powoduje alarm). System przeważnie uzbrajany/rozbrajany jest przez wpisanie na klawiaturze specjalnego kodu ustalonego przez użytkownika.
Systemy alarmowe nie są skomplikowane w obsłudze, a zwiększają bezpieczeństwo obiektu (firma, magazyn, dom, garaż itp.). Nowoczesne systemy alarmowe umożliwiają zdalną kontrolę nad monitorowanym obiektem z poziomu aplikacji w telefonie lub tablecie.
Często dodatkowym elementem do systemu alarmu włamania jest system antynapadowy, zrealizowany w formie pilota lub ukrytego przycisku alarmowego. Klawiatury kodowe posiadają funkcję wybierania kodu „pod przymusem”, która powoduje uruchomienie systemu alarmu napadu – cichy alarm, wezwanie ochrony.
Istotną grupę wśród systemów alarmowych stanowią systemy alarmów pożarowych. Najczęściej oparte są one na optycznych czujkach dymu, czujkach ognia oraz przyciskach ręcznego powiadamiania – zgodnie z normą EN-54 nazywanymi Ręcznymi Ostrzegaczami Pożarowymi (w skrócie ROP). W dużych obiektach często posiadają połączenie ze strażą pożarną oraz współdziałają z innymi systemami ochrony p.poż. – automatycznymi systemami gaśniczymi (zraszacze wodne, systemy gaszenia gazem), systemy nawiewowe i oddymiania, awaryjne oświetlenie, dźwiękowy system ostrzegania (DSO) itp.

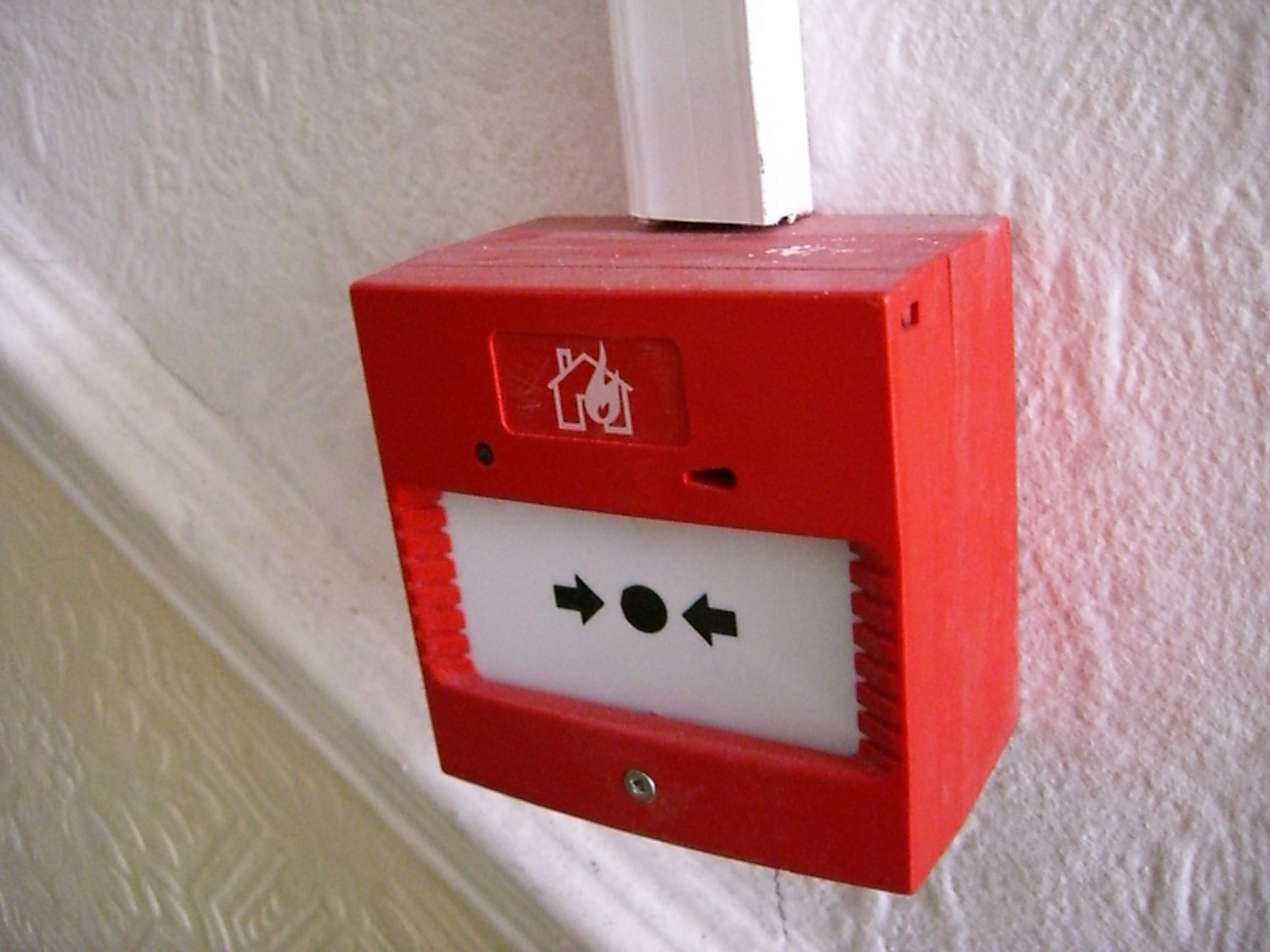
Urządzenie do ręcznego powiadamiania o pożarze

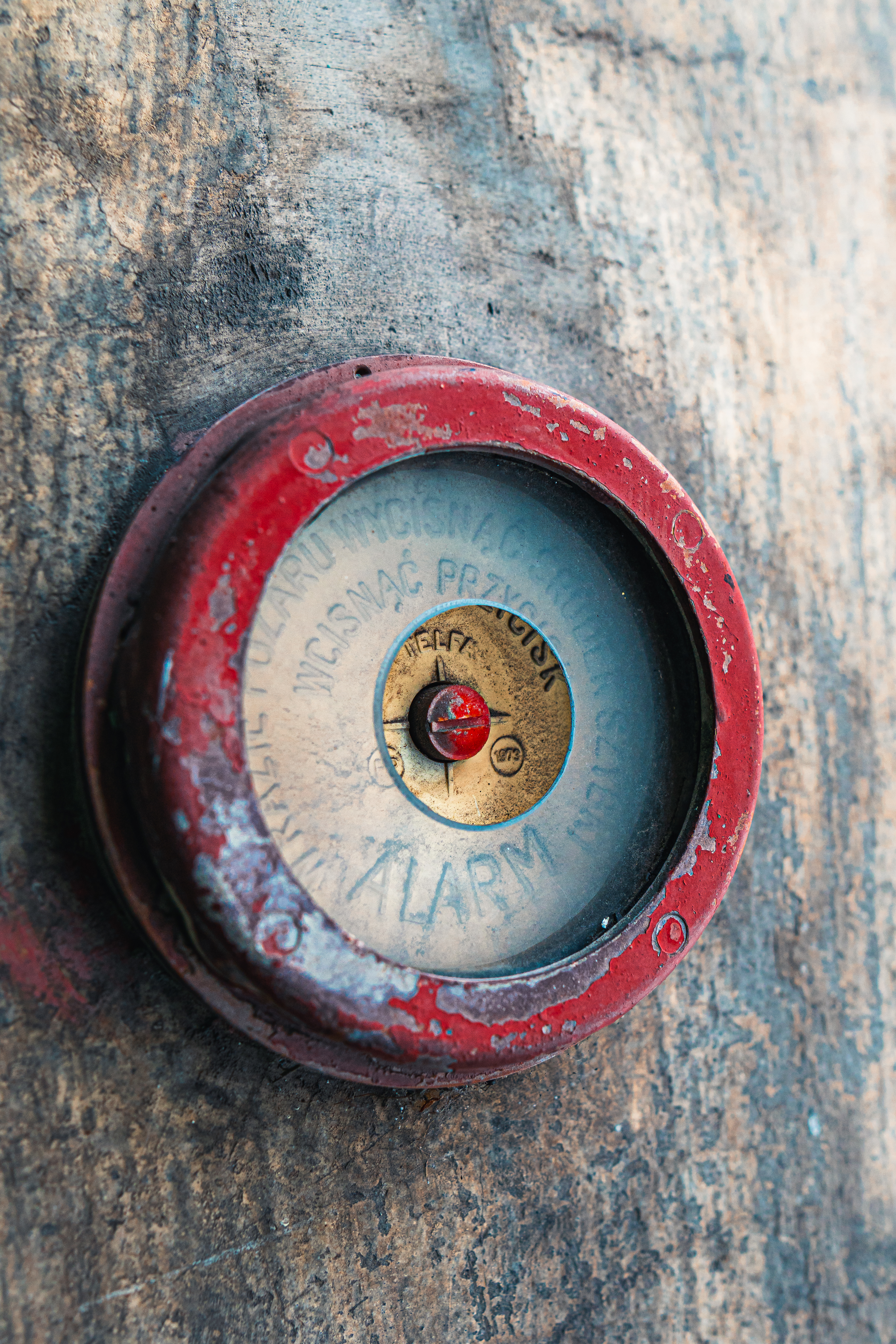
Stary przycisk alarmu na „willi Bartkego” przy ul. Warszawskiej 2/4 w Tomaszowie Mazowieckim

## Główne elementy składowe systemu alarmu włamania
W skład systemów alarmowych najczęściej wchodzą:
- centrala alarmowa („serce” całego systemu) wyposażona w układ sterujący całym systemem, zasilacz i akumulator
- klawiatura alarmowa (inaczej zwana manipulatorem kodowym, za pośrednictwem tego urządzenia użytkownik komunikuje się z centralą, błędnie potocznie nazywana szyfratorem)
- różnego typu czujniki i detektory (patrz niżej)
- sygnalizatory (urządzenia akustyczne lub akustyczno-optyczne sygnalizujące zadziałanie systemów alarmowego – alarm, sabotaż itp.)
- dialer telefoniczny (urządzenie przekazujące informacje na temat systemu – alarm, załączenie/wyłączenie czuwania – za pomocą sieci telefonii stacjonarnej)
- moduł GSM (urządzenie przekazujące informacje na temat systemu – alarm, załączenie/wyłączenie czuwania – za pomocą sieci komórkowej GSM)
- radiopowiadomienie (urządzenie przekazujące informacje na temat systemu – alarm, załączenie/wyłączenie czuwania – na odległość do kilkunastu kilometrów, za pomocą fal radiowych)
- radiolinia (nadajnik z pilotami umożliwiającymi załączenie/wyłączenie czuwania, wyzwolenie opóźnienia na wejście do obiektu, wyzwolenia alarmu napadowego)
- blokady (urządzenia uniemożliwiające kradzież, dostęp lub ucieczkę)

## Podstawowe czujki i detektory

### Detektory ruchu
Istnieją trzy główne typy czujników reagujące na występowanie ruchu w „polu widzenia” urządzenia:
pasywne czujki podczerwieni (PIR)Reagują na zmianę promieniowania podczerwonego (emitowanego przez obiekty o temperaturze wyższej od otoczenia), nie są one wrażliwe na obiekty nie emitujące ciepła lub emitujące go zbyt mało (np. wskutek izolacji termicznej).
czujniki mikrofaloweDziałają na zasadzie radaru dopplerowskiego, wysyłając falę elektromagnetyczną i odbierając falę odbitą (wskutek odbicia fali od poruszającego się obiektu następuje zmiana jej częstotliwości), są one wrażliwe głównie na ruch w kierunku do i od czujki.
czujniki ultradźwiękoweDziałanie zbliżone do mikrofalowych, z tą różnicą, że wykorzystują fale akustyczne (w zakresie niesłyszalnym) i reagują na ruch ośrodka (powietrza); w związku z tym podatne są na fałszywe alarmy wywołane przepływem powietrza. Używane powszechnie w instalacjach alarmowych instalowanych w samochodach.
Ponadto czasem do detekcji ruchu wykorzystywane są kamery telewizji przemysłowej w połączeniu z detektorami ruchu w obrazie.

### Detektory działalności i inne detektory wtargnięcia
Czujniki mające na celu wykrywanie działalności w jakimś pomieszczeniu lub na jakimś obiekcie, ich szczególnym przypadkiem jest opisana wcześniej czujka stłuczenia szyby i opisane tam problemy dotyczące fałszywych alarmów dotyczą także tych czujników. Wyróżnić można dwa typy:
czujniki inercyjne, zwane także wibracyjnymiReagują na występowanie drgań lub wstrząsów w miejscu lub na powierzchni, gdzie zostały zamontowane.
czujniki akustyczneReagują na dźwięki.
W specyficznych systemach zabezpieczeń (np. banki) spotkać można także inne rodzaje czujników – np. czujniki reagujące na zmianę ciśnienia w zamkniętym pomieszczeniu związaną z jego otwarciem, czujniki sejsmiczne reagujące na wybuch, czujniki dostępu do zamków montowane na zamkach sejfów, czujniki światłowodowe rozwieszane na ogrodzeniach reagujące reflektometrycznie na próbę pokonania ogrodzenia itp.

### Detektory pożaru

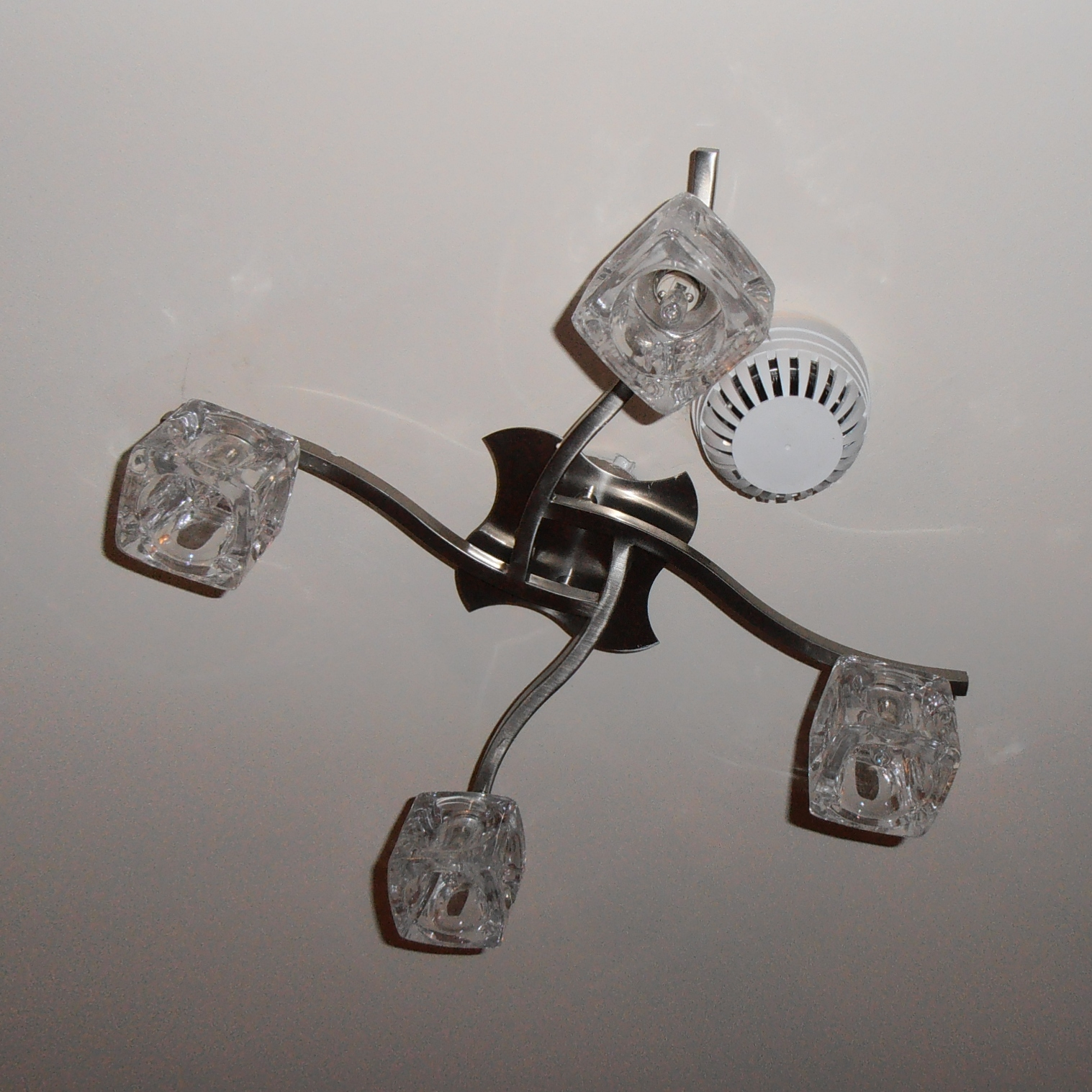
Czujka dymu w jednym z hoteli

Ze względu na zasadę działania wyróżnić można 4 główne typy detektorów (inne równoważne nazwy: czujki wykrywacze pożaru, ostrzegacze pożarowe) mających na celu wykrywanie pożaru:
optyczne czujki dymuDym, który dostaje się do komory, powoduje rozpraszanie światła podczerwonego emitowanego przez diodę LED, co prowadzi do zmiany w oświetleniu detektora i zadziałania czujki.
jonizacyjne czujki dymu (zwane izotopowymi)Niewielka ilość substancji radioaktywnej jonizuje powietrze. Sygnał alarmowy jest w nich uruchamiany, gdy cząsteczki dymu połączą się ze zjonizowanymi przez urządzenie cząsteczkami powietrza.
półprzewodnikowe detektory dymuReagują na substancje chemiczne wchodzące w skład dymu (działanie podobne do opisanych poniżej detektorów gazów).
termiczneReagują na podwyższoną temperaturę wytwarzającą się w trakcie spalania. Odporne na dym.
Ze względu na sposób identyfikacji alarmującej czujki istnieje podział na czujki konwencjonalne i adresowalne.
konwencjonalneW tym systemie są łączone równolegle i alarm jest identyfikowany jako alarm z dowolnej czujki należącej do danego obwodu obejmującego np. „I piętro obiektu”. Bardziej szczegółowa identyfikacja jest możliwa tylko przez osobiste sprawdzenie, która czujka zadziałała (w czujce świeci się lampka informująca o uaktywnieniu czujki).
adresowalneW tym systemie czujki są również wpięte do obwodu obejmującego np. całe piętro, ale w ponieważ każda czujka ma swój indywidualny adres, to w centrali pożarowej jest identyfikowana pojedyncza czujka, która sygnalizuje pożar (np. „I piętro, czujka w pokoju socjalnym”). Identyfikacja odbywa się przy wykorzystaniu protokółu transmisji.
Możliwe są dwie polityki stosowania protokółów:
- producent czujek opracowuje własny protokół i udostępnia go producentom central
- zarówno czujki, jak i centralę produkuje jedna firma i zachowuje parametry protokółu w tajemnicy

Istnieje jeszcze kilka innych kryteriów podziału np. czujki dwustanowe albo wielostanowe; czujki kasowalne samoczynnie lub ręcznie; wielokrotnego użytku lub jednorazowe (te ostatnie to np. ampułki pękającej pod wpływem temperatury lub złącza zespojonego stopem Wooda, który w wysokiej temperaturze topi się, rozwierając elektryczne połączenie w obwodzie alarmowym).

### Detektory gazów
Są to najczęściej czujniki półprzewodnikowe, reagujące na podwyższone stężenia określonego rodzaju gazu, np. metanu (będącego głównym składnikiem gazu ziemnego), LPG, czadu czy gazów usypiających lub zabijających.